# 19488 Абрамколі
19488 Абрамколі (1998 HW125, 1991 LF6, 1994 CR2, 19488 Abramcoley) — астероїд головного поясу, відкритий 23 квітня 1998 року.
Тіссеранів параметр щодо Юпітера — 3,537.